# Ufficio studi del problema della razza
L'Ufficio studi del problema della razza venne creato nell'agosto del 1938 dal Governo Mussolini presso il gabinetto del Ministero della cultura popolare, alle dipendenze del ministro Dino Alfieri. Questo istituto aveva il compito di sviluppare, attraverso i centri per lo studio del problema ebraico (principalmente quelli di Trieste, Firenze e Milano), gli studi e la propaganda contro gli ebrei inasprendo la campagna denigratoria nei loro confronti incominciata con l'avvento delle leggi razziali fasciste. L'azione principale dall'istituto fu quella di sopprimere l'informazione benevola nei confronti degli ebrei impedendo a scrittori e giornalisti ebrei di lavorare sulla stampa nazionale e l'intervenire, in maniera censoria, in ogni ambito della cultura (teatro, letteratura, cinema…) per impedire una qualsiasi rappresentazione degli ebrei (se non nei canoni voluti dal regime fascista).